# Андреев, Василий Андреевич
Василий Андреевич Андреев (28 января (10 февраля) 1906 — 5 августа 1974) — советский хозяйственный, государственный и политический деятель, кандидат историческх наук, генерал-майор. Член КПСС.

## Биография
Родился в 1906 году в селе Чумашки Купинского уезда Новониколаевской губернии в крестьянской семье.
С 1916 по 1924 года — работал батраком.
В 1924 году прошёл обучение на трёхмесячных партйно-комсомольских курсах, далее, в 1926 году, закончил школу крестьянской молодёжи.
В 1926 году мобилизован районным комитетом комсомола на работу в органы НКВД, служил начальником милиции и уголовного розыска в селе Юдино Новосибирской области.
В 1928 году призван на службу в РККА, до 1930 учился в артиллерийской школе артполка 12-й дивизии, затем в советско-партийной школе 2-й ступени в Омске.

### Работа в ВКП (б)
В 1931—1932 годах руководил группой крайкома ВКП (б) на Кузнецком металлургическом комбинате им. И. В. Сталина и на шахтах Прокопьевска. В 1932 избран в состав райкома ВКП (б) и назначен заведующим отделом культуры и пропаганды в Мариинске Новосибирской области.
В 1935 году окончил Институт марксизма-ленинизма в Новосибирске и был командирован на учёбу в Институт красной профессуры в Москву, окончил который в 1938 году.
В 1938—1939 годах наи партийной работе старшим инспектором и старшим инструктором Политического управления Рабоче-крестьянской Красной армии.
Во время советско-финской войны на должности начальника 7-го отдела Политотдела 9-й Армии.
По окончании войны, до августа 1941 года, работал в Военно-политическом училище им. В. И. Ленина руководителем кафедры истории, одновременно являясь старшим преподавателем высшей спецшколы Генерального штаба РККА..

### Участие в Великой Отечественной войне
Участие в Великой Отечественной Войне началось для Василия Андреевича Андреева в должности комиссара 55-й стрелковой дивизии, воевавшей на Центральном фронте. При выходе из окружения в октябре1941 оказался в немецком тылу. С января 1942 года — в партизанском отряде имени Щорса, воевавшим в Коссовском, Пружанском, Ружанском, Дрогичинском, Березовском, Дивинском районах Брестской, Бытенском, Слонимском — Барановичской, Ганцевичском, Ленинском — Пинской, Стародорожском районе Минской области.
Принимал активное участие в организации партизанского движения в Выгоническом районе Орловской области. Партизанский отряд из группы 24 человек вырос в крупный отряд, из которого выделилось ещё три отряда. Андреев возглавлял группу на основе которой был организован отряд имени Баумана. Далее — на должности начальника политотдела Соединений брянских партизан.
В мае 1943 участвовал в формировании Молдавского соединения партизан, которым командовал до августа 1944 года, когда был назначен начальником штаба партизанского движения Украины.
В августе 1944 года получил очередное воинское звание — генерал-майор, после чего переведен начальником штаба партизанского движения при Военном совете 4-го Украинского. фронта, оставаясь в этой должности до конца войны.
Участвовал в 130 боевых операциях, в том числе в освобождении Праги, неоднократно был ранен.

### Послевоенное время
В 1945—1947 годах — преподавал историю советского военного искусства в Военной академии. им. М. В. Фрунзе.
В мае 1947 уволился в запас и поступил на аспирантские курсы Академии общественных наук при ЦК ВКП (б).
В 1949 защитил диссертацию. на соискание ученой степени кандидата исторических наук на тему «Основные этапы развития партизанского движения на Украине в годы Великой Отечественной войны (1941—1945)».
В конце 1940-х — начале 1950 годах занимался активной писательской деятельностью, основой для которой послужили дневниковые записи В.Андреева, написанные во время войны.
В это время им были написано такое произведение, как: Андреев В.А. Народная война. — М.: Воениздат, 1959. — 336 с. дважды переизданная (в 1970 и 1975 годах) в Кишинёве под названием «Народная война. Из записок партизана».
В 1950 году. стал членом Союза советских писателей СССР как очеркист и до мая этого года был членом редколегии и редактором. военного отдела. журнала «Знамя».
В мае 1950 года решением Оргбюро ЦК ВКП (б) и Комитета культпросветучреждений при Совете Министров РСФСР назначен директором Государственной публичной библиотеки где проработал до 1952 года. Уход Андреева из библиотеки был обусловлен избранием его в 1952 он на XIX съезде КПСС членом Центральной ревизионной комиссии.
Редактор областной партийной газеты «Ленинградская правда» до 1956 года.
В 1960 году переехал в Кишинёв. Занимался литературным трудом, лекционной работой, военно-патриотическим воспитанием молодёжи.
Делегат XIX и XX съездов КПСС.
Умер в Кишинёве в 1974 году. Похоронен на Центральном (Армянском) кладбище.